# Vale Mourão
Vale Mourão é uma localidade portuguesa das Freguesias de Rio de Mouro e Cacém e São Marcos, no Município de Sintra, com cerca de 1 200 habitantes.[carece de fontes?]
Vale Mourão dista 1 km de Agualva-Cacém, 2.5 km de Rio de Mouro, 4 km de Sintra e 8 km da capital de Portugal, Lisboa. A urbanização obteve o seu nome por ter sido edificada na antiga Quinta de Vale Mourão[carece de fontes?], pertencente à localidade de Paiões, e à Freguesia de Rio de Mouro, situando-se imediatamente a sul desta localidade e assumindo-se como um contínuo urbano, embora caracterizada e diferenciada de Paiões pela sua malha ortogonal e pela predominância de edifícios de apartamentos de média densidade.
A localidade possui dois equipamentos educativos, nomeadamente uma escola básica/jadim de infância e, desde 2018, o Conservatório de Música de Sintra.